# Liste der Einträge im National Register of Historic Places im Nodaway County

Lage des Nodaway County in Missouri

Die Liste der Einträge im National Register of Historic Places im Nodaway County in Missouri (USA) führt die Bauwerke und historischen Stätten im Nodaway County auf, die in das National Register of Historic Places aufgenommen wurden.

## Aktuelle Einträge
| [ 3 ] | Name                      | Bild                      | Eintragsdatum        | Lage                                                         | Ort                 | Beschreibung                                                     |
| ----- | ------------------------- | ------------------------- | -------------------- | ------------------------------------------------------------ | ------------------- | ---------------------------------------------------------------- |
| 1     | Administrative Building   | Administrative Building   | 2010 ID-Nr. 10000504 | 800 University Drive 40° 21′ 12″ N, 94° 52′ 58″ W            | Maryville           |                                                                  |
| 2     | Caleb Burns House         | Caleb Burns House         | 1980 ID-Nr. 80002385 | 422 West 2nd Street 40° 20′ 49″ N, 94° 52′ 37″ W             | Maryville           |                                                                  |
| 3     | Frank House               |                           | 1983 ID-Nr. 83001032 | 307 East 7th Street 40° 21′ 12″ N, 94° 51′ 4″ W              | Maryville           |                                                                  |
| 4     | Thomas Gaunt House        | Thomas Gaunt House        | 1979 ID-Nr. 79001385 | 703 College Avenue 40° 21′ 0″ N, 94° 52′ 55″ W               | Maryville           | Residenz des Präsidenten der Northwest Missouri State University |
| 5     | Nodaway County Courthouse | Nodaway County Courthouse | 1979 ID-Nr. 79001386 | 3rd Street Ecke Main Street 40° 20′ 55″ N, 94° 52′ 23″ W     | Maryville           |                                                                  |
| 6     | Possum Walk Hotel         |                           | 1983 ID-Nr. 83001033 | Nördlich von Burlington Junction 40° 29′ 46″ N, 95° 5′ 10″ W | Burlington Junction |                                                                  |
| 7     | Simpson’s College         |                           | 1978 ID-Nr. 78001670 | 515 East Jackson Street 40° 12′ 1″ N, 95° 2′ 1″ W            | Graham              |                                                                  |

## Frühere Einträge
| [ 3 ] | Name     | Bild | Eintragsdatum        | Lage                                                  | Ort       | Beschreibung                     |
| ----- | -------- | ---- | -------------------- | ----------------------------------------------------- | --------- | -------------------------------- |
| 1     | Big Pump |      | 1980 ID-Nr. 80002384 | 903 South Main Street 40° 32′ 18,9″ N, 95° 4′ 11,4″ W | Maryville | 1994 aus dem Register gestrichen |